# Remchingen
Remchingen település Németországban, azon belül Baden-Württembergben. Lakosainak száma 11 935 fő (2023. december 31.).

## Népesség
A település népessége az elmúlt években az alábbi módon változott:
| Lakosok száma | 6165 | 7463 | 7904 | 9191 | 9422 | 10 976 | 11 452 | 11 785 | 11 662 | 11 935 |
|               | 1961 | 1968 | 1974 | 1981 | 1987 | 1994   | 2000   | 2007   | 2013   | 2023   |